# 艾氏後頜魚
艾氏後頜魚（学名：Opistognathus evermanni）为后颌鰧科后颌鰧属的鱼类，又名纹鳍长颌鰧。分布于日本、台湾岛以及中国南海等海域，属于西北太平洋的底层鱼类。该物种的模式产地在和歌山。